# Yamaguchi
Yamaguchi (jap. 山口市 Yamaguchi-shi) – miasto w Japonii, ośrodek administracyjny prefektury Yamaguchi, w zachodniej części wyspy Honsiu (Honshū).

## Położenie
Miasto leży w środkowej części prefektury graniczy z miastami:
- Hagi
- Hōfu
- Shūnan
- Ube

## Gospodarka
W mieście rozwinął się przemysł chemiczny, włókienniczy, maszynowy, skórzany, spożywczy oraz drzewny.

## Atrakcje turystyczne
W mieście znajduje się świątynia buddyjska Rurikō-ji, znana z pięciopiętrowej pagody, która jest narodowym skarbem. Zbudowana w 1442 roku pagoda jest zaliczana do trzech największych w Japonii, obok świątyń: Hōryū-ji w prefekturze Nara i Daigo-ji w Kioto. 
W 1979 roku powstało Yamaguchi Prefectural Art Museum (Yamaguchi Kenritsu Bijutsukan), które kolekcjonuje, konserwuje i wystawia głównie prace artystów związanych z prefekturą Yamaguchi. Znajdują się w nim prace m.in. takich artystów, jak: Sesshū Tōyō (malarz, 1420–1506), Kansai Mori (malarz, 1814–1894) i Hōgai Kanō (malarz, 1828–1888), Yasuo Kazuki (malarz, 1911–1974), Katsuji Fukuda (fotografik, 1899–1991), Tadahiko Hayashi (fotografik, 1918–1990). 
Świątynia zen Jōei-ji słynie z ogrodu Sesshū-tei, stworzonego przez mnicha, malarza i projektanta ogrodów Sesshū. 

## Galeria

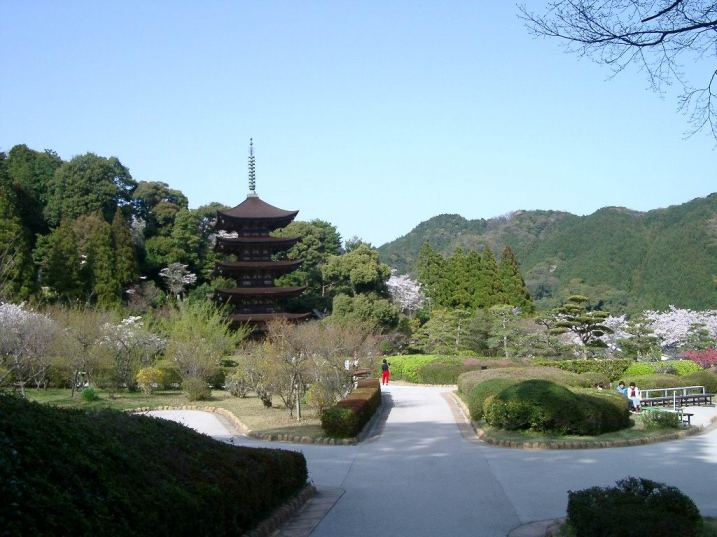
Świątynia buddyjska Rurikō-ji w Yamaguchi
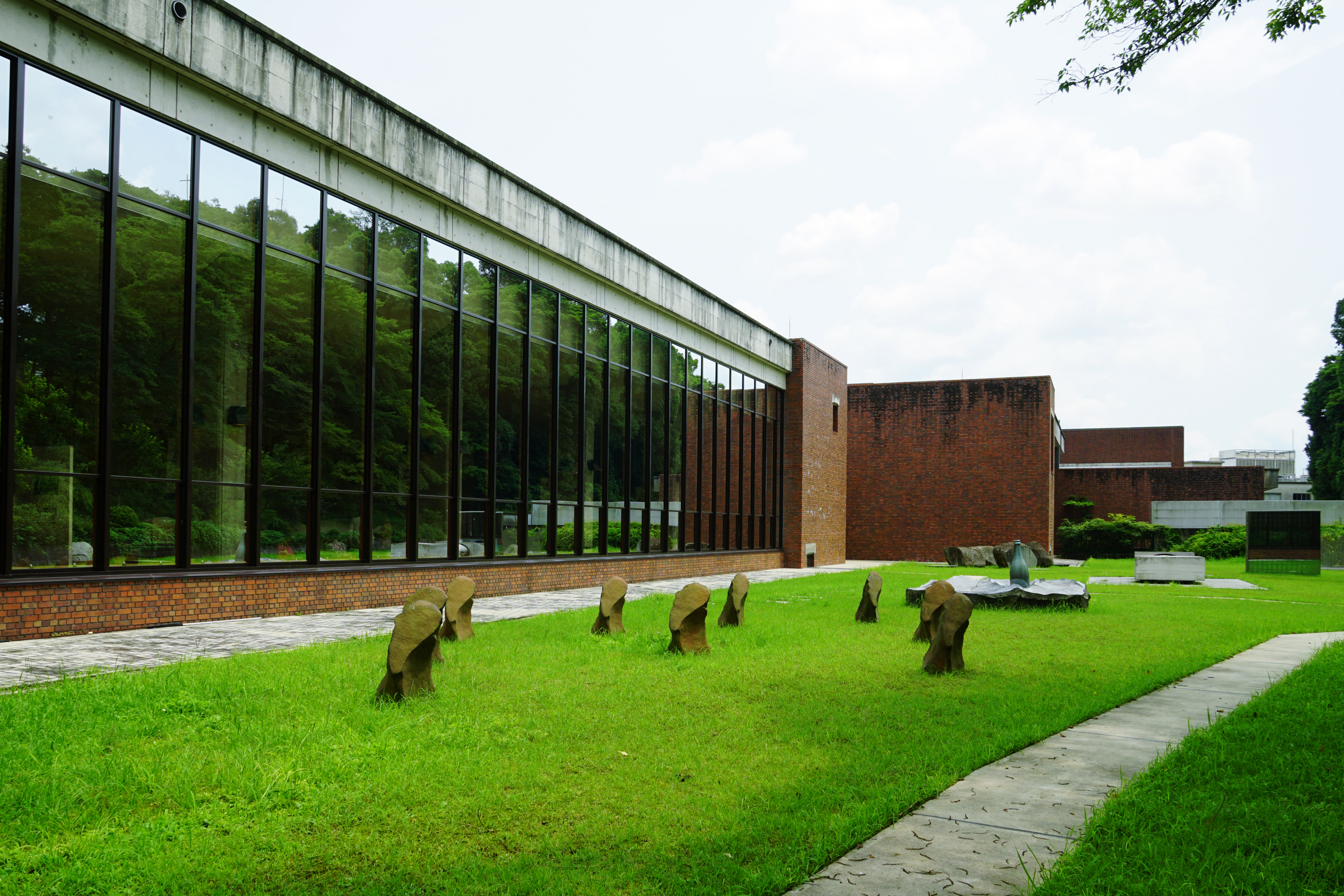
Yamaguchi Prefectural Art Museum
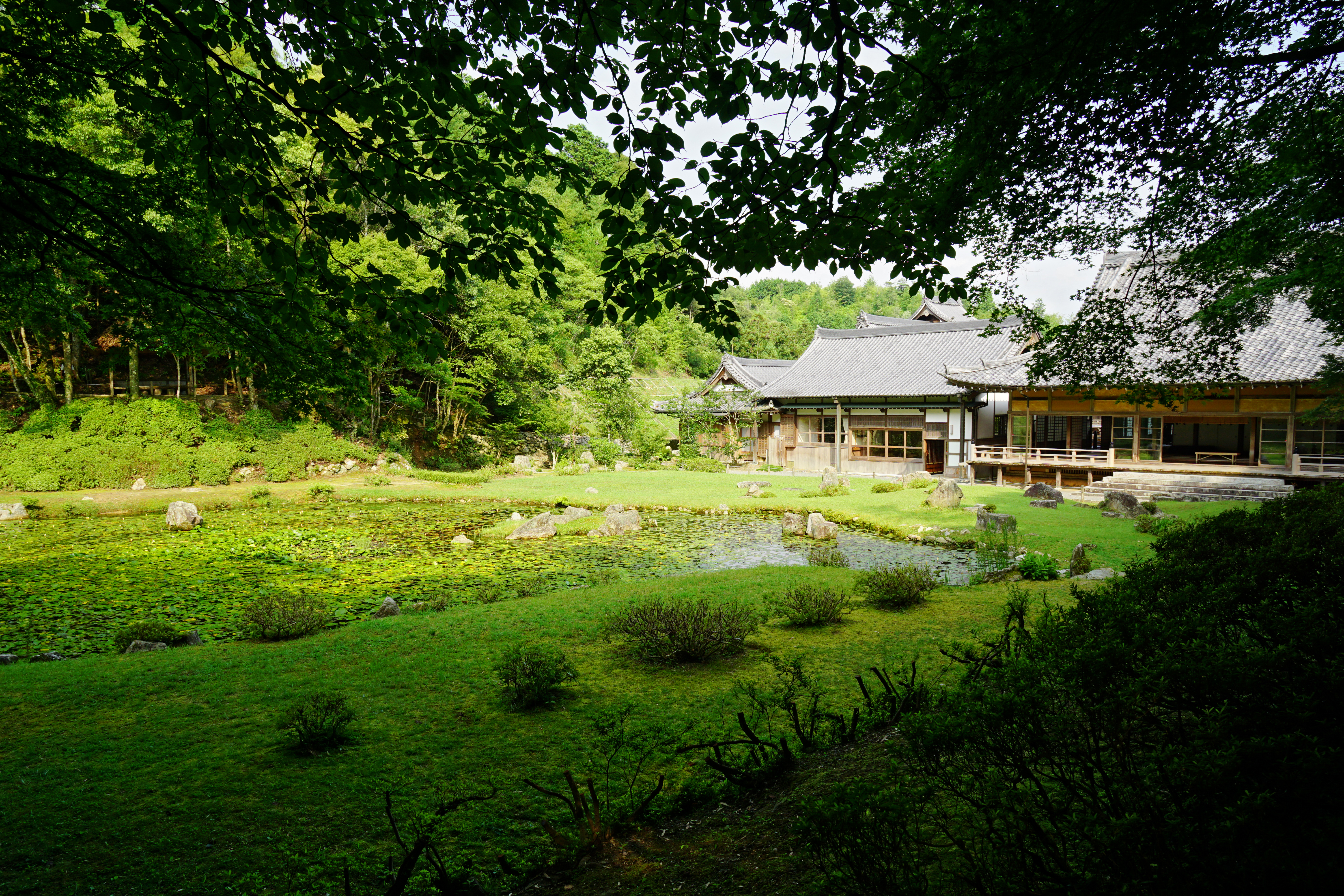
Ogród Sesshū-tei w świątyni Jōei-ji

## Znani ludzie
- Nobusuke Kishi – premier Japonii

## Miasta partnerskie
- Hiszpania: Pampeluna
- Korea Południowa: Gongju
- Chiny: Jinan oraz Zouping